# Preußisches Märchen
Preußisches Märchen ist eine Ballettoper in sechs Bildern von Boris Blacher. Das Libretto verfasste Heinz von Cramer. Das Werk erlebte seine Uraufführung am 23. September 1952 an der Städtischen Oper Berlin. Es variiert geschickt die Geschichte des Friedrich Wilhelm Voigt, die schon Carl Zuckmayer zu seinem „deutschen Märchen“ Der Hauptmann von Köpenick inspiriert hatte.

## Orchester
Drei Flöten (auch kl. Flöte), zwei Oboen, zwei Klarinetten, zwei Fagotte, vier Hörner, drei Trompeten, drei Posaunen, eine Tuba, Pauken, Schlagzeug, eine Harfe, eine Celesta und Streicher. Als Bühnenmusik werden noch acht Bläser, ein Klavier und ein Schlagzeug benötigt.

## Handlung
Die Oper spielt in Berlin um die Wende vom 19. zum 20. Jahrhundert.

### Erstes Bild: Stadtkasse
Wilhelm Fadenkreuz ist Schreiber bei der Stadtkasse. Weil es ihm gelang, dort eine Unterschlagung aufzudecken, ist er mit dem königlich-preußischen Zivilverdienstorden ausgezeichnet worden. Deshalb wird ihm auch verziehen, als er einmal verspätet seinen Dienst antritt.
Auf einmal betritt eine junge Dame den Kassenraum, deren Schönheit Wilhelm Fadenkreuz sofort in ihren Bann zieht. Der Schreiber lässt seine Arbeit liegen, geht auf die Dame zu und beginnt, sie etwas plump anzubaggern. Das Mädchen ist so perplex, dass es einen lauten Schrei ausstößt. Wilhelms Pech ist aber, dass die Schöne ausgerechnet Adelaide, die Tochter seines obersten Chefs, ist. Das Verhängnis lässt auch nicht lange auf sich warten: Der Bürgermeister feuert seinen Angestellten Fadenkreuz fristlos wegen unsittlicher Belästigung.

### Zweites Bild: Gute Stube
Auguste Fadenkreuz kommt ganz aufgeregt in die elterliche Wohnung und berichtet, auf der Straße sei ihr ein junger Mann minutenlang gefolgt. Er müsse es auf sie abgesehen haben. Vater und Mutter Fadenkreuz sind über diese Nachricht höchsterfreut, hoffen sie doch schon lange, dass sich endlich einmal ein Mann für ihre Tochter findet. Kurze Zeit später klingelt es, und der „Verfolger“ betritt die gute Stube. Er stellt sich als Assessor Birkhahn vor. Augustes Eltern könnten sich keine bessere Partie für ihre Tochter vorstellen. Welch ein Glücksfall! Diskret ziehen sich die Alten zurück, um das junge Paar alleine zu lassen. Dieses nutzt sofort die Gunst der Stunde und tauscht Zärtlichkeiten aus.
Vater Fadenkreuz hat an der Tür gelauscht. Als er den richtigen Augenblick für gekommen hält, betritt er wieder die Stube und verlangt von dem Assessor, auf der Stelle um die Hand seiner Tochter anzuhalten. Dem verdutzten Mann bleibt nichts anderes übrig, als im Nu mit Auguste Verlobung zu feiern.
Das Ehepaar Fadenkreuz ist bemüht, dem vornehmen Schwiegersohn in spe eine ordentliche gut bürgerliche Familie vorzuspielen. Da passt es natürlich nicht ins Konzept, dass der einzige Sohn vor kurzem unehrenhaft seinen Dienst quittieren musste. Deshalb wird Wilhelm kurzerhand als Hauptmann der preußischen Armee ausgegeben. Als sich der Assessor verabschiedet, lädt er die ganze Familie Fadenkreuz zu einem Ball ein, den sein Arbeitgeber, die Concordia-Feuerversicherung, am nächsten Tag veranstalten wird.

### Drittes Bild: Trödlerladen
Vater und Mutter Fadenkreuz haben ihren Sohn beschworen, sich umgehend auf die Suche nach einer Hauptmannsuniform zu machen, mit der er auf dem Ball Eindruck schinden könne. Im Trödlerladen wird Wilhelm schließlich fündig. Die Uniform sitzt ihm wie angepasst. Plötzlich fühlt er sich wie ein ganz anderer Mensch. Er träumt, wie allen Gegenständen des Ladens eine Seele eingehaucht wird. Die Kostüme beginnen zu tanzen und zeigen Ehrfurcht vor dem feschen Hauptmann.

### Viertes Bild: Ballsaal
Assessor Birkhahn hat mit ein paar Kolleginnen und Kollegen ein von ihm verfasstes Schauspiel eingeübt. Dieses soll die Belegschaft unterhalten, bevor der eigentliche Ball beginnt. Alle Akteure sind jedoch so aufgeregt, dass schiefgeht, was nur schiefgehen kann. Birkhahn bekommt es mit der Angst zu tun. Er glaubt schon, sich vor seinen Vorgesetzten mächtig zu blamieren, was seiner weiteren Karriere nicht gerade förderlich wäre. Doch just in diesem Moment betritt die Familie Fadenkreuz den Saal, voran Wilhelm in seiner schmucken Hauptmannsuniform. Sofort beginnt er kräftig zu klatschen. Auf das obrigkeitshörige Kleinbürgertum wirkt Wilhelms Gebaren ansteckend; denn was einem hohen Militär gefällt, hat auch dem einfachen Volk zu gefallen. So wird Birkhahns Stück doch noch, wenn auch unfreiwillig, zu einem Erfolg.
Nun spielt die Kapelle zum Tanz auf. Die jüngeren Leute schwingen das Tanzbein; die älteren Frauen und Männer sitzen in kleinen Gruppen zusammen und verbreiten Klatsch und Tratsch. Besonders die Männer frönen reichlich dem Alkoholgenuss. In dieser Laune spotten sie über alle möglichen Honoratioren der Stadt, besonders aber über den Bürgermeister. Schließlich fassen alle den Beschluss, gemeinsam das von ihrem Spott so gebeutelte Stadtoberhaupt aufzusuchen und es zur Rede zu stellen.

### Fünftes Bild: Straße
Der Tag beginnt gerade zu dämmern, als Wilhelm einsam im Morgennebel eine Straße entlanggeht. Ein Trupp Soldaten kommt ihm entgegen. Unwillkürlich übermannt Wilhelm der Drang, den Hauptmann zu spielen. Er befiehlt der Truppe, ihm zu folgen. Gehorsam marschieren die Soldaten hinter dem „Hauptmann“ her.

### Sechstes Bild: Stadtkasse
Die Bediensteten haben sich im Rathaus eingefunden und beginnen still zu arbeiten. Mit der Ruhe ist es allerdings bald vorbei, denn Wilhelm und seine Soldaten verschaffen sich gewaltsam Einlass. Der Chef der Truppe befiehlt seinen Mannen, die Kasse zu beschlagnahmen und den Bürgermeister zu verhaften. Kaum ist dies geschehen, fangen die Soldaten an, mit dem weiblichen Putzgeschwader Polka zu tanzen.
Wie schon zwei Tage zuvor sucht wieder Adelaide die Stadtkasse auf. Auch sie ist von Wilhelms Uniform geblendet und fühlt sich geschmeichelt, als er sie zum Tanze bittet. Doch schon nach wenigen Drehungen löst sich Wilhelms Helm und fällt zu Boden. Jetzt merkt auch der Kassenleiter, auf welch schändliches Spiel er hereingefallen ist, denn der Hauptmann ist kein anderer als der kürzlich entlassene Schreiber Wilhelm Fadenkreuz. Umgehend lässt er die Polizei rufen.
Unterdessen haben auch die beschwingten Besucher des Concordia-Balles den Weg ins Rathaus gefunden. Als Assessor Birkhahn mit ansehen muss, wie sein künftiger Schwager als Hochstapler verhaftet wird, will er gleich die Verlobung mit Auguste wieder lösen. Heimlich schleicht er sich davon.
Einerseits fällt dem Bürgermeister ein Stein vom Herzen, als er erkennt, dass er nicht wirklich verhaftet worden ist; andererseits jedoch wird ihm etwas mulmig zumute, weil er nun einen schlimmen Skandal auf sich zukommen sieht. Zum Glück hat er eine schlaue Gattin. Sie überredet ihn, das ganze Geschehen für einen Spaß zu erklären. So entgeht auch der falsche Hauptmann nicht nur seiner Strafe, er wird sogar wieder ehrenvoll in den Kreis der Schreiber aufgenommen.
Bevor der Vorhang fällt, stimmen noch alle Beteiligten einen heiteren Rundgesang an.

## Musik
Neben reizvollen Sologesängen – von der angedeuteten Arie bis zum zeitgenössischen Song – verfügt das Werk auch über große packende Ensembleszenen, die mit einer tänzerisch beschwingten Musik von buffoneskem Charme unterlegt sind.